# Taraxacum hamatulum
Taraxacum hamatulum — вид квіткових рослин з родини айстрових (Asteraceae). Вид зростає в Європі: Бельгія, Данія, Франція, Німеччина, Велика Британія, Ірландія, Нідерланди; це багаторічна рослина помірних біомів.

## Опис
Межі зовнішніх приквітків білі, зубчасті; рослина не міцна.